# Salamandrinae
Salamandrinae is een onderfamilie van salamanders uit de familie echte salamanders (Salamandridae). De groep werd voor het eerst wetenschappelijk beschreven door Georg August Goldfuss in 1820. Oorspronkelijk werd de wetenschappelijke naam Salamandrae gebruikt.
Er zijn zestien soorten in vier geslachten. Alle soorten komen voor in Europa, noordelijk Afrika en westelijk Azië.

## Taxonomie
Onderfamilie Salamandrinae
- Geslacht Chioglossa
- Geslacht Lyciasalamandra
- Geslacht Mertensiella
- Geslacht Salamandra